# ウィリアムス (ゲーム)
ウィリアムス（Williams）は、かつてアメリカ合衆国のピンボール機・ビデオゲーム機で著名であった企業、およびそのゲームのブランド名である。1999年からはWMS インダストリーズ（WMS Industries）の名で、ほぼアメリカ専業で活動するギャンブル機メーカーとなっていた。

## 概要
WMS社はアメリカの大手ギャンブル機メーカーで、特にスロット機のメーカーとしてアメリカでは有名であるが、アメリカ国外ではかつての社名およびブランド名ウィリアムス（Williams）時代にリリースしたピンボールおよびビデオゲームの製品で知られている。WMSの名はかつての社名ウィリアムス（Williams）の省略形で、ニューヨーク証券取引所におけるティッカーシンボルにちなむ。
1960年代から1970年代にかけてのアーケードゲームの主要機種だったフリッパーピンボールを主として製造していたが、ビデオゲームの時代となる1970年代には、アーケード用ビデオゲームにも参入した。「ウィリアムス」ブランドは創業時から1999年まで用いられ、WMS社がピンボールから撤退すると同時にその役目を終えた。
なお正式な社名は歴史により「ウィリアムス・マニュファクチュアリング」「ウィリアムス・エレクトロニクス」「WMSインダストリーズ」など変更が繰り返されて来たが、ピンボール史やビデオゲーム史においては「ウィリアムス（Williams）」の通称が海外でも用いられるため、本項目でもそれを採用している。

## 沿革
太平洋戦争中の1943年、ハリー・ウィリアムス（Harry.Williams、1909年 - 1983年9月）が、仲間と共にウィリアムス・マニュファクチュアリング社をイリノイ州シカゴに創業する。設立当初は、占い機や、他社製の古いピンボール機を改造した製品を売っていた。
1947年、サム・スターン(Samuel.Stern)を共同経営者に迎える。
1958年、社名をウィリアムス・エレクトロニック・マニュファクチュアリング社に変更。
1959年、創業者であるハリー・ウィリアムスは、経営をサム・スターンに譲り、自身はゲーム機の開発に専念し、その後もピンボールのデザインなどを手がける。
1961年、社名をウィリアムス・エレクトロニクス社に変更。
1964年、ジュークボックスの大手メーカー、シーバーグ社によって買収される。
1980年、当時の親会社だったXcorインターナショナル社（元シーバーグ社）より、同社のCEO、ルイス・ニカストロによって分離されるが、ニカストロは引き続き両社の会長兼CEOを務める。
1981年、ウィリアムス社のライバル企業であるバリー社は、ピンボール部門を子会社のミッドウェイ社に移管することとし、バリー=ミッドウェイ社発足。
1985年、社名をウィリアムス・エレクトロニクス・ゲームズ社に変更。
1987年、株式公開を機にグループをすべて統括する親会社としてWMSインダストリーズ社を設立。ウィリアムス社はその子会社として、またはWMSインダストリーズの一部門として存続。
1988年、WMS、バリー=ミッドウェイ社を買収。WMSはウィリアムス・バリー・ミッドウェイという、ピンボール5大ブランドのうち3ブランドを獲得するに至る。ブランドの再編をし、ミッドウェイ社製ピンボールをすべてバリーブランドとし、ミッドウェイブランドを廃止する。また、WMSグループのビデオゲーム部門をミッドウェイ社に集約し、ウイリアムスはビデオゲームから撤退。
1991年、WMS、新たにウィリアムス・ゲーミング社を設立し、ギャンブル機事業に参入。
1990年代中頃、ウィリアムス・ゲーミングはギャンブル機メーカーとして成功し、またミッドウェイもゲームメーカーとして成功しつつあった。しかしピンボール業界は斜陽化が進む。
1998年、ウィリアムスのビデオゲーム資産をすべて保有するミッドウェイ社がWMSグループから離脱。
1999年、WMS、ピンボールから撤退し、「ウィリアムス」ブランドは廃止される。ウィリアムス・ゲーミング、WMSゲーミングに社名を変更。WMSはギャンブル機以外の事業からすべて撤退。
2013年、サイエンティフィック・ゲームズにより15億ドルで買収され子会社となる。
2016年、サイエンティフィック・ゲームズの再編に伴い吸収合併。WMSのブランド名は失われる。
2022年、サイエンティフィック・ゲームズはライト&ワンダーに改名。

## 業容（ピンボール）
創業以来数々のピンボール機の開発を行い、1960年代から70年代にかけては、バーリー社、ゴットリーブ社と並び称される大手メーカーであったが、1980年代初頭、ビデオゲームの台頭とともにピンボールの人気が急激に衰えた。しかし、1984年にウィリアムスが発表した「スペースシャトル」、更に翌年発表された「コメット」「ハイスピード」がともに大きな売り上げを記録し、以降は他の追随を許さないピンボール機のトップメーカーとなった。1988年には、ライバル会社だったバーリー・ミッドウェイ社が、親会社のWMSインダストリーズ社によって買収されるまでに至った。
その後のおよそ10年にわたってピンボールのトップメーカーに君臨するが、しかし、1990年代後半になると、再びピンボールの人気が衰えた。1999年3月には、起死回生策として、テレビ画面を組み合わせた「ピンボール2000」シリーズを計画、バリーブランドの『リベンジ・フロム・マーズ』に続けて、ウィリアムスブランドで『スター・ウォーズ エピソードI』を発売した。だが、それもピンボール人気の低落傾向を変えるには至らず、同年10月、親会社であるWMSインダストリーズ社は、ウィリアムスブランドを含む保有する全ブランドのフリッパー生産の中止を決定した。

### ピンボールにおける主な業績
- 1934年、ウィリアムス・マニュファクチュアリング社の創業者ではあるが、この時点ではまだ他社の社員であったハリー・ウィリアムスによって、機械の揺れを感知するティルト検出機構が発明される。これは、マシンを過度に揺する行為に対してペナルティを課す機能に用いられ、その後のほとんどのピンボール機に導入された。
- 1960年、ムービング・ターゲットが初めて導入された「マジック・クロック」が発表される。これは、ゲームの得点要素のうち、プレイフィールド上の一定のコース上を往復する運動を繰り返す的のギミックである。
- 1962年、ドロップ・ターゲットが初めて導入された「バガボンド」が発表される。これは、ゲームの得点要素のうち、ボールが当たるとプレイフィールドの下に落ち、プレイフィールド上から消滅する的のギミックである
- 1977年、競合他社であるバリーやゴットリーブとほぼ同時に、ソリッドステート（電子回路）式ピンボールの量産を実現する。
- 1979年、合成音声によるスピーチが「ゴーガー」に導入され、初の「しゃべるピンボール」となる。
- 1980年、レーンチェンジ機能を初めて導入した「ファイアー・パワー」が発表される。これは、ボールが通過するとランプが点灯するレーンにおいて、フリッパーボタンを押すことによって点灯する箇所を移動させることができる機能である。
- 1981年、マルチ・レベル・フィールドを初めて導入した「ブラック・ナイト」が発表される。これは、プレイフィールドの構造を多階層にするというものである。
- 1986年に発表された「ハイスピード」には、以下のフィーチャー、及び機能が、ピンボール史上初めて搭載された。
  - ジャックポット：一定の条件を満たすことにより大量得点が獲得できる。
  - ステータス・レポート：プレイ中にどちらかのフリッパーボタンを押しっぱなしにすると、ディスプレイに現在の状況（ボーナス点、次のリプレイのスコア、現在のジャックポット等）が表示される機能。
  - 自動的リプレイ点調整機能：リプレイが獲得されると次のプレイでリプレイを獲得するのに必要な点数が上昇し、獲得されないと下がる機能。
  - 自動故障検出機能：

## 業容（ビデオゲーム）
1973年、前年に創業したアタリ社が製作したビデオゲーム『ポン』のヒットを発端に新たに創生されたビデオゲーム市場に、同社初のビデオゲーム『パドル・ボール』で参入した。オリジナルで開発する一方で、ジャレコ、カネコ、IREM、クラールなど日本のビデオゲームメーカーからのライセンス商品の販売も行った。特に1980年代中期は専らピンボールに注力してビデオゲームを全く出さなかったこともあり、ビデオゲームメーカーとしては比較的寡作である。

### ビデオゲームにおける主な業績
1980年に発表された、左右に横スクロールするシューティングゲーム『ディフェンダー』が記録的な大ヒットとなり、全米オペレーター協会より「ビデオゲーム・オブ・ザ・イヤー」を受賞した。
1980年代初期のヒット作としては前述のディフェンダーの他に、ディフェンダーの続編『スターゲート（AKA：ディフェンダーII）』（1981）、未来のロボット社会をアナログ的なグラフィックで表現した『ロボトロン2084』（1982）、ダチョウのような生物に乗ったキャラクターで敵を倒す『ジャウスト』（1982）、泡を操作して水滴を集める『バブルス』（1982）、全方向スクロールのシューティングゲーム『シニスター』などがある。
1980年代後半以降も『Narc』（1988）、『スマッシュT.V.』(1990)、『スーパーハイインパクト』（1991）などのヒット作が知られるが、ミッドウェイ・ゲームズ社の買収後はビデオゲーム部門をミッドウェイに徐々に移管することとなり、 1991年を最後にウィリアムスブランドのビデオゲームはリリースされていない。
2012年2月現在、ウィリアムスが開発したビデオゲームの一切の権利は、ミッドウェイを2011年に買収したタイム・ワーナーが保有している。

## 業容（アーケードゲーム）
タイトル数はピンボール機ほど多くはないが、会社設立当初より長期間にわたってメカニカルなギミックを備えたアーケードゲーム機の製造も手がけている。主な分野には、一般に「ピッチ・アンド・バット」と呼ばれる野球ゲームや、ライフルが筐体に据え付けられているガンゲーム、あるいはミニボウリングやシャッフルボードなどがある。

## 関連情報

### サム・スターン
ウィリアムスを経た後、1977年、既存のピンボール機メーカーで、資金難に陥っていたシカゴ・コインズ社を買い取り、スターン・エレクトロニクス社を設立、スターン・ブランドのピンボール機、及びビデオゲーム機を多数開発した。息子のゲイリー・スターンは、1999年、元データ・イースト・ピンボール社であったセガ・ピンボール社を買い取り、スターン・ピンボール社と社名を変更し、ピンボールの生産を継続している。

### ミッドウェイ
一時はウィリアムスと同様、WMSインダストリーズ社の子会社となって、バーリー・ミッドウェイのブランドでバーリー・ブランドのピンボールやビデオゲーム機の開発・製造を行っていたが、1996年に親会社より分離・分割された際、ウィリアムス・ブランドを含む、WMSインダストリーズ社が保有していたビデオゲームに関するライセンスを受け継いだ。その後1999年にピンボールから、2001年に業務用ビデオゲームからそれぞれ撤退 した。現在はミッドウェイ・ゲームズとして家庭用ゲームソフトのパブリッシャーとなっており、そのウェブサイトではウィリアムス・ブランドのビデオゲームの一部が遊べるようになっている。

### ルイス・ニカストロ
WMSインダストリーズの取締役会長。息子のニールも同社の役員であり、また、2004年6月までミッドウェイ・ゲームズの会長を務めていた。

## 脚註
1. ↑  『ゲームマシン』2004年7月1日号